# 1697 en musique classique
| \| • Retour à la chronologie générale de la musique classique • \| |
| Grèce • Rome • Haut Moyen Âge • VIIIe siècle • IXe siècle • Xe siècle • XIe siècle XIIe siècle • XIIIe siècle • XIVe siècle • XVe siècle • XVIe siècle • XVIIe siècle XVIIIe siècle • XIXe siècle • XXe siècle • XXIe siècle |
| • Retour à la chronologie générale de la musique classique • |

| Années en musique classique : 1694 - 1695 - 1696 - 1697 - 1698 - 1699 - 1700    |
| Décennies en musique classique : 1660 - 1670 - 1680 - 1690 - 1700 - 1710 - 1720 |

## Événements

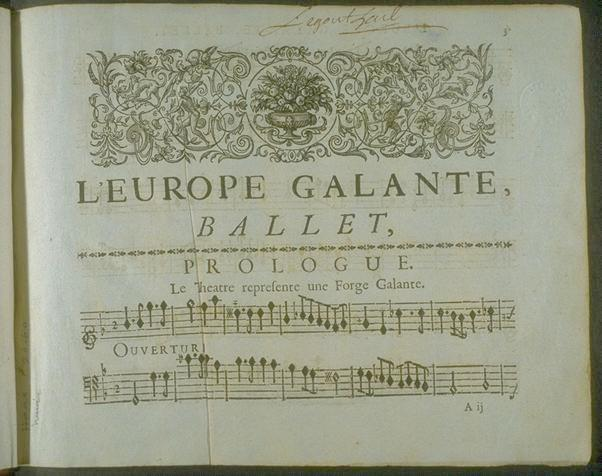
Partition de l'Europe galante

- 28 juillet : création par l’Académie royale de musique, au Théâtre du Palais-Royal à Paris, de  Vénus et Adonis, tragédie lyrique de Henry Desmarest.
- 24 octobre : L'Europe galante, opéra-ballet d'André Campra (premier du genre).
- 15 décembre : création de La caduta de' Decemviri, opéra d'Alessandro Scarlatti au Teatro San Bartolomeo de Naples.
- 17 décembre : Issé, opéra d'André Cardinal Destouches, apprécié par le roi Louis XIV.
- Apollo en Dafne, singspiel néerlandais de Hendrik Anders.

## Œuvres
- Airs sérieux et à boire, de Louis-Nicolas Clérambault.
- Hollandsche Minne- en Drinkliederen; de Servaes de Koninck.
- Le Festin d’Alexandre, poème de John Dryden mis en musique par Henry Purcell.

## Naissances

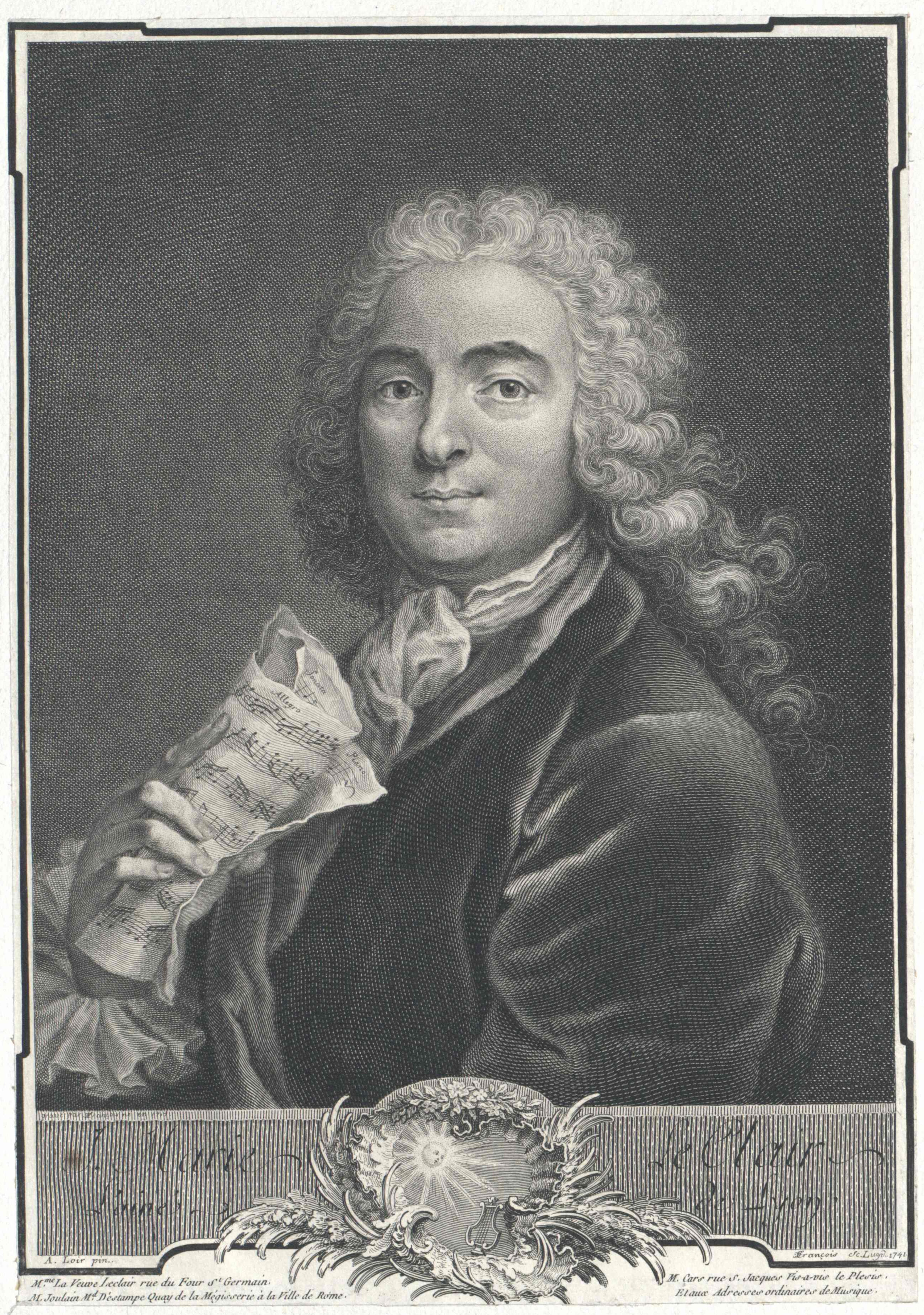
Jean-Marie Leclair

- 1er janvier : Johann Pfeiffer, violoniste et compositeur allemand († 7 octobre 1761).
- 30 janvier : Johann Joachim Quantz, compositeur et flûtiste allemand († 12 juillet 1773).
- 1er février : Josse Boutmy, organiste et claveciniste des Pays-Bas méridionaux († 27 novembre 1779).
- 16 avril : Johann Gottlieb Görner, compositeur et organiste allemand († 15 février 1778).
- 26 avril : Adam Falckenhagen, luthiste et compositeur allemand († 6 octobre 1754).
- 10 mai : Jean-Marie Leclair, compositeur et violoniste français († 22 octobre 1764).
- 11 juin : Francesco Antonio Vallotti, compositeur, théoricien et organiste italien († 10 janvier 1780).
- 9 juillet : Giovanni Benedetto Platti, compositeur italien († 11 janvier 1763).
- 18 septembre : Cornelius Heinrich Dretzel, compositeur, organiste et musicologue allemand († 7 mai 1775).
- 11 novembre : Faustina Bordoni, cantatrice italienne († 4 novembre 1781).

## Décès
- 4 janvier : Amalia Catharina, poète et compositrice allemande (° 8 août 1640).
- 6 janvier : Carlo Mannelli, violoniste, compositeur et castrat italien (° 4 novembre 1640).
- 29 mars : Nicolaus Bruhns, compositeur danois (° 1665)
- 18 mai : Guillaume Dumanoir, compositeur français (° 16 novembre 1615).
- 29 mai : Giovanni Francesco Grossi, castrat italien (° 12 février 1653).